# برايان إيفانز (سياسي أمريكي)
برايان إيفانز (بالإنجليزية: Brian Evans)‏ هو مغني وسياسي أمريكي، ولد في 3 مايو 1970 في هافر هيل في الولايات المتحدة. حزبياً، نشط في الحزب الديمقراطي.

## وصلات خارجية
- برايان إيفانز على موقع IMDb (الإنجليزية)
- برايان إيفانز على موقع ألو سيني (الفرنسية)
- برايان إيفانز على موقع ميوزك برينز (الإنجليزية)
- برايان إيفانز على موقع أول ميوزيك (الإنجليزية)
- برايان إيفانز على موقع ديسكوغز (الإنجليزية)

- الموقع الرسمي